# 조지아 배커스
조지아 벨든 배커스(Georgia Belden Backus, 1901년 10월 13일 ~ 1983년 9월 7일)는 미국의 연극, 영화 배우이며, 또한 라디오 드라마의 작가이자 제작자이기도 하다. 1930년대 라디오 드라마의 발전을 위해 컬럼비아 방송국의 감독으로 임명되었다. 이후 1940년대와 1950년대에 30편의 영화에 조연으로 출연하였으며, 스크린으로 데뷔한 첫 작품은 시민 케인에서의 사서였다. 배커스의 경력은 할리우드 블랙리스트에 오르게 되면서 끝나게 된다.

## 영화
- 위대한 앰버슨가 (영화)
- 사랑의 별장
- 포스 오브 이블